# Organofluorchemie
De organofluorchemie beschrijft de chemie van organische verbindingen waarin fluor direct aan koolstof gebonden is. Het effect van de aanwezigheid van fluor in het molecule kan divers zijn, afhankelijk van de structuur van de organische verbinding waarin het fluoratoom een plaats vindt. Ook de toepassingen van organofluorverbindingen zijn divers, gaande van olie- tot waterafstotende stoffen, geneesmiddelen, koudemiddelen, reagentia en katalysatoren. Naast deze bewuste toepassingen zijn een aantal organofluorverbindingen milieuverontreinigende stoffen (PFAS) omdat ze bijdragen aan de vorming van het gat in de ozonlaag en het versterkte broeikaseffect. Omdat de verbindingen vaak slecht biologisch afbreekbaar zijn treedt bioaccumulatie op en zijn veel verbindingen giftig.
Organische verbindingen waarin alle waterstofatomen door fluor vervangen zijn, worden vaak aangeduid als perfluorkoolstofverbindingen. Het alternatief is
- én alle plaatsen van het molecuul benoemen waar zich een fluoratoom bevindt in plaats van een waterstofatoom
- én het juiste aantal fluoratomen vermelden in Griekse telwoorden. Vooral de hogere telwoorden zijn niet voor iedereen snel te benoemen.

Vergelijk de namen: "1,1,1,2,2,3,3,4,4,5,5,5-dodecafluorpentaan" en "perfluorpentaan".
Bij de beoefening van de organofluorchemie wordt vaak gebruikgemaakt van speciale technieken, die meestal samenhangen met het veilig verwerken van gefluorideerde stoffen.

## Geschiedenis
De geschiedenis van de organofluorchemie start al, gelijk met die van de organische chemie, in het begin van de 19e eeuw. De eerste organofluorverbindingen werden in een matethesereactie gesynthetiseerd met antimoon(III)fluoride als de bron van fluoride. Het feit dat de cfk's, zoals CCl3F en CCl2F2, onbrandbaar en niet toxisch waren trok de aandacht van de industrie in de jaren twintig van de 20e eeuw. In de volgende 10 jaar werd polytetrafluorethyleen door chemici van Du Pont ontdekt. De ontwikkeling tijdens en na de Tweede Wereldoorlog werd in de Verenigde Staten gedragen door de expertise die met fluorverbindingen was opgedaan bij de ontwikkeling van de atoombom waarvoor uraniumhexafluoride gebruikt werd (en wordt). Vanaf de late jaren veertig werden fluorideringsreacties geïntroduceerd op basis van CoF3. Ongeveer in dezelfde tijd werd elektrochemische fluoridering ("elektrofluorindering") breder toepasbaar, na in de jaren dertig een eerste ontwikkeling te hebben doorgemaakt met als doel zeer stabiele perfluorverbindingen te maken die bestand zouden zijn tegen UF6. Deze nieuwe methodes omzeilden de problemen van het werken met fluorgas enerzijds en boden alternatieven voor de metathese-reacties. In 1957 werd 5-fluoro-uracil als antikankermedicijn beschreven. Dit was een van de eerste publicaties met betrekking tot een rationeel medicijnontwerp. Bovendien leidde deze ontdekking tot een hausse aan gefluorideerde medicijnen en landbouwchemicaliën. Na de ontdekking van XeF4 en andere edelgasverbindingen in 1964 lag de weg open naar een geheel nieuw scala aan reagentia. In de jaren zeventig van de 20e eeuw werd fluordeoxyglucose ontwikkeld als bruikbaar reagens in de 18F positronemissietomografie. In een met de Nobelprijs bekroonde studie werd aangetoond dat cfk's bijdroegen aan het ontstaan van het gat in de ozonlaag. Dit richtte vervolgens de aandacht op de negatieve aspecten van organofluorverbindingen en leidde daarna tot de ontwikkeling van nieuwe synthetische routes naar gefluorideerde verbindingen. In 2002 werd het eerste enzym gevonden, fluorinase, dat in staat was fluor via een biosynthese aan koolstof te koppelen.

## Binding tussen koolstof en fluor
De binding tussen koolstof en fluor is een van de sterkste bindingen in de organische chemie en is bovendien relatief kort. De eigenschappen van de binding zijn voor een groot deel toe te schrijven aan de hoge elektronegativiteit van fluor. Een gevolg hiervan is dat de eigenschappen, zowel de fysische als de chemische, sterk kunnen verschillen van de overige koolstof-halogeen-verbindingen. Zo zijn de perfluorverbindingen lipofoob, in tegenstelling tot de overige perhalogeenverbindingen, die juist lipofiel zijn. Ook reageren, zeker in vergelijking met de arylchloriden en bromiden, arylfluoriden zeer traag in de vorming van Grighnardreagentia. Anderzijds ondergaan arylfluoriden, zoals hexafluorbenzeen, soepel een nucleofiele-substitutiereactie. Fluorsubstituenten zijn in deze reactie sterk meta-richtend.

## Soorten organofluorverbindingen

### Fluorkoolwaterstoffen

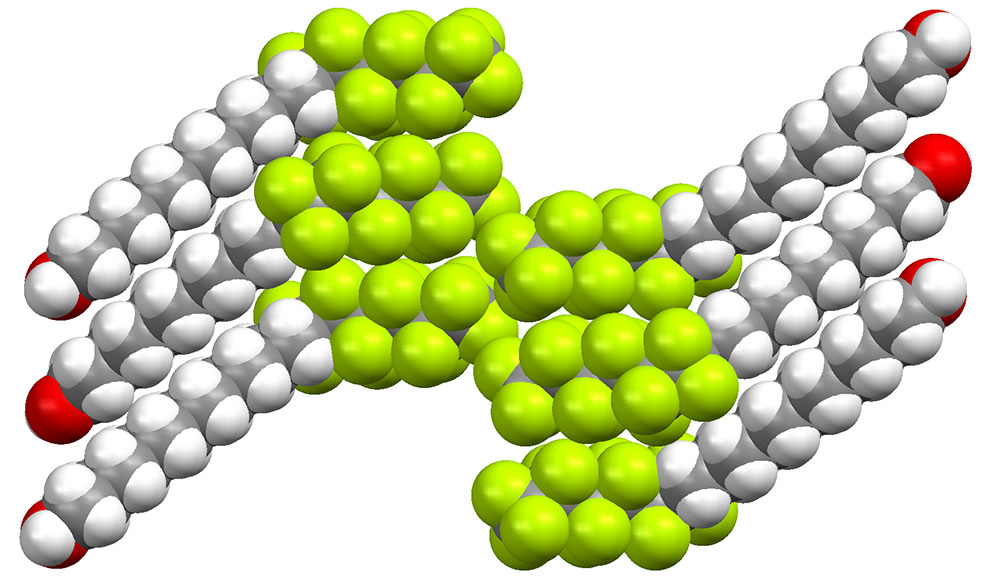
Figuur 1: Scheiding tussen alkyl- en perfluoralkyldelen van moleculen (waterstof = wit; fluor = groen).

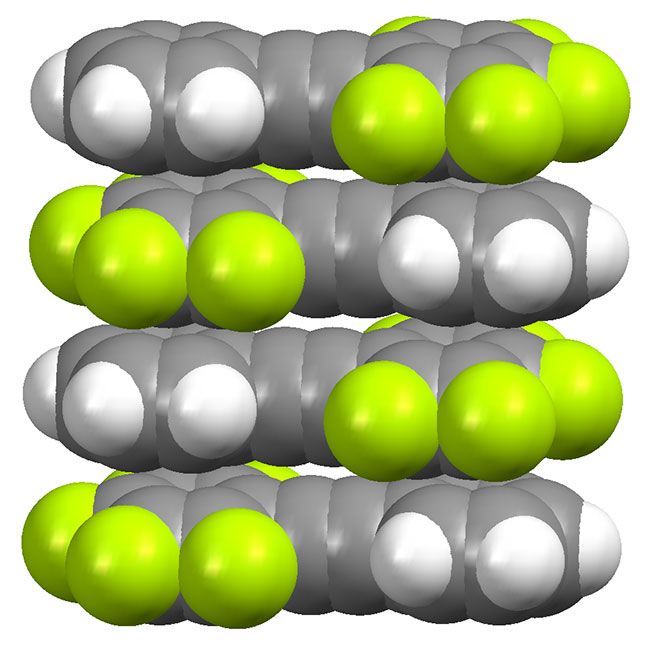
Figuur 2: Stapeling van pentafluortolaanmoleculen.

Fluorkoolwaterstoffen, organische verbindingen met slechts één of enkele fluoratomen per molecule, vormen het leeuwendeel van de organofluorverbindingen. Door hun toepassingen als koelvloeistof zijn de atmosferische concentraties snel gestegen, en daarmee hun bijdrage aan het broeikaseffect. De fysische eigenschappen van fluorkoolwaterstoffen lijken sterk op de koolwaterstoffen zonder fluor, hun reactiviteit kan echter sterk afwijken. Zo is bijvoorbeeld zowel uracil als 5-fluoro-uracil een kleurloze, kristallijne vaste stof met een hoog smeltpunt. De eerste speelt een belangrijke rol in de biosynthese van eiwitten, de tweede is een belangrijk geneesmiddel tegen kanker. Het gebruik van fluor in medicijnen vindt zijn oorsprong juist in deze gewijzigde reactiviteit: veel fluorhoudende medicijnen bevatten slechts één fluor- of trifluormethylsubstituent.
De structuur van de organofluorverbindingen is karakteristiek ten gevolge van de polarisatie in de koolstof-fluorbinding. De aanwezigheid van grotere aantallen fluoratomen in een molecuul heeft effect op de manier waarop de moleculen in een kristal gestapeld worden. Zoals in figuur 1 wordt aangegeven hebben perfluordelen van moleculen de neiging niet te mengen met hun waterstof-analoga. Van dit effect wordt gebruikgemaakt als een PFOA-vloeistoffase ingezet wordt bij de verwerking van organofluorpolymeren.
In tegenstelling tot de waterstof-analoga, vormen de perfluoraromaten mengkristallen met niet-gefluorideerde aromaten. De alternerende stapeling ontstaat als een gevolg van donor-acceptor-interacties tussen de verschillende pi-systemen. Pentafluortolaan is een voorbeeld van een molecule dat het fluorgedeelte én het waterstofgedeelte in zich verenigt, zie figuur 2.

### Fluorkoolstofverbindingen en derivaten
De op fluorkoolstofverbindingen gebaseerde stoffen zijn chemisch en thermisch stabieler dan de overeenkomstige waterstofverbindingen, wat het gevolg is van de sterkte en daarmee de chemische stabiliteit van de koolstof-fluorbinding. Ze zijn ook relatief lipofoob. Door de kleine intermoleculaire krachten, zijn de fluorkoolstofverbindingen uitermate geschikt als smeermiddel. Ze zijn tevens zeer vluchtig. Een aantal fluorkoolstofverbindingen heeft medische toepassingen. Organische verbindingen waarin alle waterstofatomen door fluor vervangen zijn, worden vaak aangeduid als perfluorkoolstofverbindingen. Een belangrijke groep wordt gevormd door de cfk's.

### Organofluorpolymeren
Het aantal polymere organofluorverbindingen is groot. Bovendien zijn ze commercieel belangrijk. Zowel geheel als gedeeltelijk gefluorideerde polymeren worden aangewend: Teflon (PTFE) is een voorbeeld van een geheel gefluorideerd polymeer; polyvinylideenfluoride ([CH2CF2]n) en polychloortrifluoretheen ([CFClCF2]n) zijn vertegenwoordigers van partieel gefluorideerde polymeren.

### Difluorcarbeen

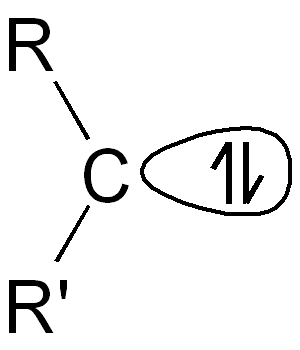
Figuur 3: Singletcarbeen.

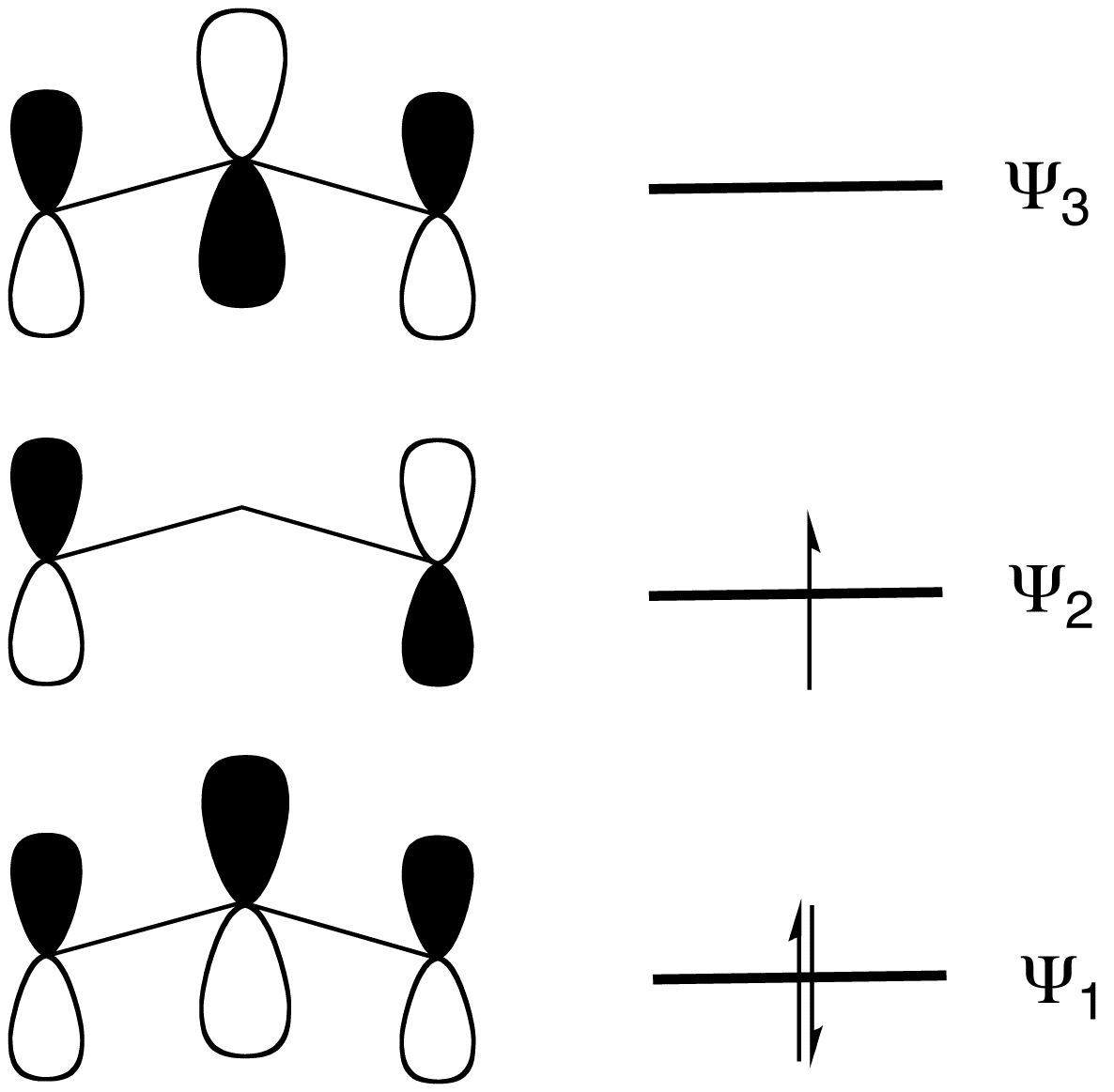
Figuur 4: π-orbitalen op basis van een drietal p-orbitalen.

Zoals op meerdere plaatsen in dit lemma is aangegeven verschilt de reactiviteit van organofluorverbindingen soms aanzienlijk van die van de gewone organische chemie. Een voorbeeld hiervan wordt gevormd door difluorcarbeen, F2C:, dat als singlet voorkomt, terwijl gewoon carbeen (H2C:) als triplet voorkomt. Dit verschil is belangrijk, omdat difluorcarbeen optreedt als intermediair in de synthese van tetrafluoretheen.
De weergave van een singletcarbeen (zie figuur 3) is voor het difluorcarbeen slechts een deel van het plaatje. Zowel R als R' zijn hierbij fluoratomen. Er zijn twee aspecten die een rol spelen:
- De fluoratomen hebben, net als het centrale koolstofatoom een sp2-hybridisatie, en het in het carbeen niet aangegeven lege p-orbitaal op het koolstofatoom geeft met één p-orbitaal op elk van de fluoratomen aanleiding tot moleculair orbitalen zoals die ook in het allylsysteem optreden. Omdat de p-orbitalen van de fluoratomen elk bezet zijn met twee elektronen zullen de laagste twee MO's van het pseudoallylsysteem bezet zijn. Het plaatsen van een extra elektron in dit systeem is alleen mogelijk in de energetisch zeer ongunstige hoogste MO. Deze zelfde stelling geldt ook voor de andere di-halocarbenen (Cl2,C:, Br2C:, I2C:) maar daar spelen de slechtere overlap van de grotere p-orbitalen van de halogeen-atomen en de (ook) extra knoopvlakken een negatieve rol bij de interactie die tot de MO's leidt. De kleinere interactie betekent een kleiner energieverschil tussen de p-orbitalen en de daaruit gevormde MO's: Het plaatsen van elektronen in de laagste MO levert minder energie, het plaatsen van elektronen in de hoogste MO kost minder energie.
- De polarisatie in de koolstof-fluor-bindig heeft tot gevolg dat in F2C: het koolstof-atoom een positievere lading krijgt dan in H2C:. De sp2-orbitaal op koolstof zal daardoor een lagere energie krijgen dan in een gewoon carbeen.

Samenvattend betekent dit dat de p-orbitaal een hogere energie krijgt in CF2, terwijl de sp2-orbitaal juist een lagere energie vertegenwoordigd.
Blijkbaar is in difluorcarbeen de afstotende werking tussen twee elektronen in één orbitaal niet groot genoeg om dat energieverschil goed te maken tussen de twee orbitalen. De elektronen komen in de sp2-orbitaal van het carbeen en geven dus aanleiding tot een singletcarbeen. In carbeen zelf bestaan de orbitalen voor de twee niet-bindende elektronen uit twee orbitalen met gelijke energie, of met slechts een klein energieverschil. Het plaatsen van twee elektronen in één orbitaal kost dan meer energie, dan het gebruiken van de hogere baan: beide banen worden bezet en het gevolg is een tripletcarbeen.

## Vorming van de koolstof-fluorbinding
Organofluorverbindingen kunnen op een groot aantal manieren gemaakt worden. De keuze van de reactieroute wordt bepaald door het aantal te introduceren fluoratomen, de gewenste regio- of stereoselectiviteit en het type uitgangsstoffen. Voor hoog gefluorideerde koolwaterstoffen kan de directe fluoridering van de overeenkomstige koolwaterstoffen met F2, vaak nog verdund met N2, gebruikt worden:
R3CH + F2 → R3CF + HF
De reacties zijn echter niet selectief, en de verdunning met N2 voorkomt dat de koolwaterstof ongecontroleerd gaat ontbranden, analoog aan het verbranden van koolwaterstoffen in O2. Om zowel de selectiviteit te verhogen als de verbranding te voorkomen zijn een aantal technieken ontwikkeld.

### Elektrofiele fluoridering

Structuurformule van selectfluor.

De elektrofiele fluoridering maakt gebruik van een bron van F+. Vaak maken dergelijke reagentia gebruik van een stikstof-fluorbinding, zoals in selectfluor, figuur 5. Asymmetrische fluoridering, waarbij slechts een van de twee mogelijke enantiomeren gevormd wordt uit een prochiraal substraat, maken vaak gebruik van elektrofiele fluorideringsreagentia.
Een illustratief voorbeeld van deze benadering is onderstaande synthese, waarbij slechts het isomeer met het fluoratoom naar de achterzijde van het ringskelet gevormd wordt:

#### Elektrosynthese
Een specialistische, maar belangrijke, elektrofiele fluorideringsroute wordt gevormd door de elektrosynthese. De methode wordt vooral toegepast om perfluoroverbindingen, alle waterstofatomen zijn door fluor vervangen, te synthetiseren. De koolwaterstof wordt opgelost of gesuspendeerd in waterstoffluoride (HF), waarna het mengsel met een anode van nikkel en 5 à 6 V wordt geëlektrolyseerd. De methode werd voor het eerst toegepast in de synthese van perfluorpyridine (C5F5N) uit pyridine (C5H5N). Verschillende variaties op deze methode zijn inmiddels gepubliceerd, waaronder het gebruik van gesmolten KHF2 of organische oplosmiddelen.

### Nucleofiele fluoridering
De meeste syntheseroutes naar gefluorideerde organische verbindingen verlopen via een nucleofiele benadering, de gebruikte reagentia zijn een bron van F−, waarbij het organische chloride of bromide het substraat is. Metathesereacties waarbij gebruikgemaakt wordt van de alkalifluoriden zijn het eenvoudigst (M = Na, K, Rb of Cs):
R3CCl + MF → R3CF + MCl
De ontleding van aryldiazoniumtetrafluorboraten in de Sandmeyer- of de reactie van Balz-Schiemann maakt gebruik van tetrafluorboraat als bron van F−:
ArN2BF4 → ArF + N2 + BF3
Waterstoffluoride mag misschien een vreemde bron lijken van nucleofiel fluoride, in de synthese van organofluorverbindingen is het wel de meest gebruikte. Vaak wordt gebruikgemaakt van katalysatoren op basis van overgangsmetalen zoals chroom(III)fluoride. 1,1,1,2-tetrafluorethaan (C2H2F4), een vervangingsmiddel voor cfk's, wordt industrieel via deze syntheseroute bereid:
C2HCl3 + 4 HF → C2H2F4 + 3 HCl
In deze synhtese treden eigenlijk twee reacties op: een metathese (vervanging van chloor door fluor) en de additie van waterstoffluoride aan de dubbele binding van etheen.

### Deoxofluoridering
Deoxofluoriderende reagentia vervangen de hydroxyl- of zuurstof van de carbonylgroep door één, respectievelijk twee fluoratomen. Zwaveltetrafluoride (SF4) is een geschikt reagens voor de omzetting van de carbonylgroep in een difluoride of carbonzuren in trifluoriden:
RCO2H + SF4 → RCF3 + SO2 + HF
Alternatieven voor SF4 omvatten di-ethylaminozwaveltrifluoride (Et2N-SF3) en bis(2-methoxyethyl)aminozwaveltrifluoride. Deze organische reagentia zijn makkelijker in het gebruik en selectiever:

### Syntheses met gefluorideerde uitgangsstoffen
Veel organofluorverbindingen worden opgebouwd via perfluorreagentia, waarmee in één keer een perfluoralkyl- of perfluorarylgroep in het molecuul geïntroduceerd wordt. Zo wordt (trifluormethyl)trimethylsilaan gebruikt als bron voor de trifluoromethylgroep. Een andere bron voor perfluoralkylgroepen wordt gevormd door CF3X (X = Br of I), C6F5Br en C3F7I. Met deze verbindingen kunnen Grignardreagentia gemaakt worden, die vervolgens met een willekeur aan elektrofielen kunnen reageren.
Een gespecialiseerde, maar technisch belangrijke bron van gefluorideerde uitgangstoffen wordt gevormd door tetrafluoretheen, dat op basis van difluorcarbeen gemaakt wordt. Het proces begint met de thermische ontleding (600−800 °C) van chloordifluormethaan:
CHClF2 → CF2 + HCl
2 CF2 → C2F4
Natriumdichloorfluoracetaat wordt gebruikt om chloorfluorcarbeen te maken. Dit reagens wordt vooral ingezet voor het maken van gefluorideerde cyclopropanen.

### Synthese van18F-organofluorverbindingen
De toepassing van fluorhoudende radioactieve tracers in de 18F-positronemissietomografie is aanleiding geweest om te zoeken naar nieuwe methoden om de koolstof-fluorbinding te realiseren. Door de korte halfwaardetijd van 18F moeten de reacties een hoge opbrengst hebben, snel en eenvoudig zijn. Een voorbeeld van zo'n reactie is de synthese van fluorglucose waarin een triflaatgroep vervangen wordt een gelabeld fluoride-nucleofiel:

## Toepassingen
De bijdrage van de organofluorchemie is zowel in het dagelijks leven als in de industrie zeer divers. De koolstof-fluorbinding treedt onder andere op in geneesmiddelen, agrarische chemicaliën, fluorpolymeren, koudemiddelen, oppervlakteactieve stoffen, anesthetica, lipofobe middelen, hydrofobe middelen en katalysatoren.

### Geneesmiddelen en agrarische chemicaliën
Het optreden van de koolstof-fluorbinding in geneesmiddelen en agrarische chemicaliën is terug te voeren op twee belangrijke eigenschappen: de binding is in het algemeen metabolisch stabiel en het fluoratoom is een bio-isosteer van het waterstofatoom. Geschat wordt dat ongeveer een vijfde deel van de geneesmiddelen, waaronder een aantal van de meest toegepaste, minstens één fluoratoom in zijn structuur draagt. Voorbeelden zijn: 5-fluoro-uracil, flunitrazepam (Rohypnol), fluoxetine (Prozac), paroxetine (Paxil), ciprofloxacin (Cipro), mefloquine en fluconazol. Fluorgersubstitueerde ethers vormen gasvormige anesthetica, waaronder methoxyfluraan, enfluraan, isofluraan, sevofluraan en desfluraan. De fluorhoudende anesthetica zijn, in tegenstelling tot andere vluchtige anesthetica als di-ethylether en cyclopropaan, niet of nauwelijks brandbaar. Perfluoralkanen worden gebruikt als bloedvervangers.

### Gefluorideerde oppervlakteactieve stoffen
Gefluorideerde oppervlakteactieve stoffen beschikken over een polygefluorideerde staart en een hydrofiele kop. De moleculen verzamelen zich op het grensvlak van vloeistof en lucht. Deze stoffen hebben door hun kleine onderlinge aantrekkingskrachten een enorm verlagend effect op de oppervlaktespanning. Perfluoroctaansulfonzuur en perfluoroctaanzuur zijn twee van de meest bestudeerde stoffen in deze groep, ten gevolge van hun voorkomen, hun giftigheid en lange halfwaardetijd in zowel het menselijk lichaam als het milieu.

### Oplosmiddel- en andere bulktoepassingen
Gefluorideerde verbindingen hebben vaak heel specifieke eigenschappen. Dichloordifluormethaan en chloordifluormethaan werden wereldwijd toegepast als koudemiddel. Cfk's spelen echter een belangrijke rol in het ontstaan van het gat in de ozonlaag, ten gevolge van de homolytische splitsing van de koolstof-chloorbinding. Toepassing van deze verbindingen valt onder het Montrealprotocol. Waterstoffluorkoolstofverbindingen (HFC's), zoals tetrafluorethaan, worden als vervanger voor de cfk's gebruikt: zij spelen geen rol in de ozonafbraak. Zuurstof heeft een hoge oplosbaarheid in perfluorkolstofverbindingen. Perfluordecaline wordt in dit kader aangewend als bloedvervanger.
Als oplosmiddel wordt 1,1,1,2-tetrafluorethaan in vloeistof-vloeistofextracties gebruikt in onder andere de isolatie van taxol, teunisbloemolie en vanilline. 2,2,2-trifluorethanol is een oxidatiebestendig polair oplosmiddel.
In de groene chemie wordt dankbaar gebruikgemaakt van de speciale eigenschappen van gefluorideerde oplosmiddelen of substituenten. Perfluorhexyl, C6F13, geeft eigenschappen aan een molecuul waardoor de zuivering na synthese een stuk makkelijker wordt. Er wordt gebruikgemaakt van het principe: "gelijken lossen in elkaar op". Hoog gefluorideerde stoffen lossen beter op in hoog gefluorideerde oplosmiddelen. Door de grote stabiliteit van de koolstof-fluorbinding zijn de gefluorideerde oplosmiddelen te combineren met tamelijk "groffe" reactieomstandigheden. Op basis van deze eigenschap zijn onder andere fluoralkyl-gesubstitueerde tinhydrides ontwikkeld. Na de uitgevoerde reductie kunnen de reactieproducten met tin erin makkelijk van de overige producten gescheiden worden door extractie met een gefluorideerd oplosmiddel.

### Organofluorreagentia
Reagentia op basis van organochloorverbindingen vinden toepassingen die veel ruimer zijn dan de organofluorchemie zelf. Trifluormethaansulfonzuur (CF3SO3H) en trifluorazijnzuur (CF3CO2H) worden met vrucht in de hele synthetisch organische chemie toegepast. Hun hoge zuursterkte (pKa van 15 respectievelijk 0,3) wordt toegeschreven aan de hoge elektronegativiteit van de trifluormethylgroep, waardoor de negatieve lading gestabiliseerd wordt (inductieve stabilisatie door de elektronenzuigende trifluormethylgroep). De triflaatgroep, de geconjugeerde base van trifluormethaansulfonzuur, is een goede leaving group in substitutiereacties.

### Liganden op basis van organofluorverbindingen

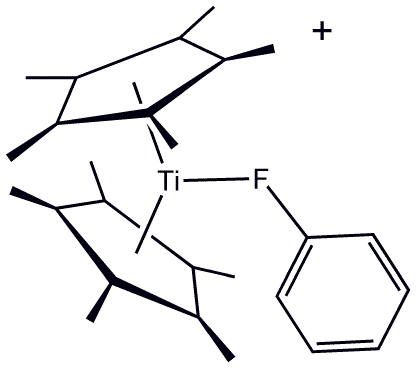
Structuurformule van
[Cp*_{2}Ti(FC_{6}H_{5})]^{+}, een coördinatieverbinding met een sigma-organofluorligand.

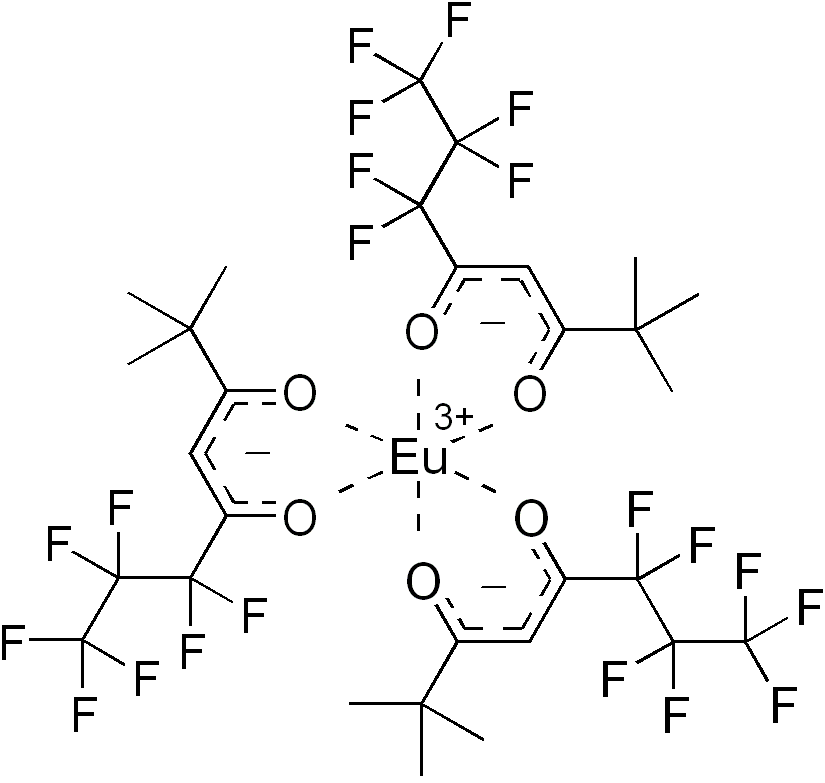
Structuurformule van Eufod.

Organofluorliganden worden breed toegepast in de organometaal- en coördinatiechemie. Een van de grote voordelen van het gebruik van organofluorverbindingen is het gemak waarmee reacties via 19F-NMR gevolgd kunnen worden. De organofluorliganden kunnen fungeren als een "sigma-donor ligand," zoals in de titanium(III)-verbinding [Cp*2Ti(FC6H5)]BPh4 (Cp* = C5Me5). Veel vaker echter worden organofluorliganden gebruikt om het Lewiszuurkarakter van het metaalcentrum te verhogen. Een eerste voorbeeld van deze groep verbindingen was Eufod, een europium(III)complex van een met een perfluorheptylgroep gesubstitueerd acetylacetonaat. Dit complex, en verwante verbindingen, vinden hun toepassingen in de organische synthese en als shift-reagens in de NMR-spectroscopie.
Op het grensgebied van de coördinatiechemie en de materiaalkunde worden gefluorideerde liganden gebruikt bij het fijnregelen de eigenschappen van stoffen. Zo is het aantal en de plaats van fluoratomen in 2-fenylpyridineliganden van platina(II)verbindingen van invloed op de emissie-eigenschappen van de complexen.
Ook in de interactie tussen gefluorideerde liganden en oplosmiddelen vinden we toepassingen. De oplosbaarheid van trifenylfosfine kan door de koppeling van perfluoralkylsubstituenten zo gewijzigd worden dat het vlot oplost in perfluorohexaan en superkritische koolstofdioxide. ( 4-CF3(CF2)7-(CH2)3-C6H4)3P is een voorbeeld van een dergelijke verbinding.

#### Activering van de koolstof-fluorbinding
Een van de toepassingsgebieden waarin liganden met fluoratomen een rol spelen is die van de activering van de koolstof-fluorbindingen, waardoor deze verbroken kan worden. Door de grote sterkte van de binding tussen koolstof en fluor zijn methoden die deze band weer kunnen verbreken niet dik gezaaid. Vooral reagentia op basis van complexen van overgangsmetalen spelen hierin een belangrijke rol. Zowel stoichiometrische als gekatalyseerde reacties zijn beschreven. De reacties zijn zowel voor de synthetische chemie als voor de verwerking van xenochemicaliën belangrijk.
De reacties voor de activering van de koolstof-fluorbinding worden in een aantal groepen verdeeld:
- oxidatieve koppeling van het reagens aan de organofluorverbinding.
- vorming van de metaal-koolstofbinding met gelijktijdige HF-eliminatie.
- vorming van de metaal-koolstofbinding met gelijktijdige fluorsilaaneliminatie.
- vervanging van fluor door waterstof met gelijktijdige vorming van een metaal-fluoridebinding
- nucleofiele substitutie van fluor aan de organofluorverbinding
- defluoridering van de organofluorverbinding.

Een illustratief voorbeeld van dit type reacties wordt gevormd door de defluoridering van 1-fluorhexaan met behulp van een derivaat van Schwartz' reagens, het dihydride van zirkonium:
Cp*2ZrH2 + 1-FC6H13 → Cp*2ZrH(F) + C6H14
( Cp* = [C5Me5]− )

#### Organofluoranionen in Ziegler-Natta-katalysatoren
Fluorgesubstitueerde verbindingen worden vaak gebruikt als niet of slechts matig coördinerende anionen. Zowel tetrakis(pentafluorfenyl)boraat, B(C6F5)4−, als het verwante tetrakis(3,5-bis(trifluoromethyl)fenyl)boraat zijn goede Ziegler-Natta-katalysatoren. De fluorsubstituenten zijn slechts zwak basisch, waardoor ze goed oplosbaar zijn in de eveneens zwak basische oplosmiddelen die noodzakelijk zijn naast de sterke lewiszuren die dit soort katalysatoren zijn.

### Materiaalkunde
Voor organofluorverbindingen is een groot aantal specifieke toepassingen gevonden in de materiaalkunde.
- Door de lage wrijvingscoëfficiënt worden vloeibare organofluorverbindingen toegepast als smeermiddel.
- Gebruikmakend van de onbrandbaarheid van organofluorverbindingen worden ze toegepast in brandblusschuim.
- Organofluorverbindingen worden toegepast in lcd-schermen.
- De polymere variant van trifluormethaansulfonzuur, nafion, is een vast zuur dat toegepast wordt als membraan in veel lage temperatuur brandstofcellen.
- Het bifunctionele monomeer 4,4'-difluorbenzofenon is een uitgangsstof voor PEK-polymeren.

## Biosynthese van organofluorverbindingen
In tegenstelling tot het grote aantal in de natuur voorkomende organische verbindingen van de zwaardere halogenen (chloor, broom, jood) is er slechts een beperkt aantal natuurlijke organofluorverbindingen bekend. Fluoracetaat heeft in deze groep de grootste verspreiding als toxine in een aantal planten. Daarnaast zijn fluoroliezuur, fluoraceton, nucleocidine (4'-fluor-5'-O-sulfamoyladenosine), fluorthreonine en 2-fluorcitroenzuur bekend. De biosynthese van een aantal van deze verbindingen verloopt vermoedelijk via fluoracetaldehyde. Het enzym fluorinase katalyseert de synthese van 5'-fluor-5-deoxyadenosine:

## Milieu en gezondheid
Naast de vele positieve aspecten van organofluorverbindingen kan niet ontkend worden dat ze ook een beduidend risico vormen voor zowel milieu als gezondheid. Cfk's en Fluorkoolwaterstoffen bevorderen het ontstaan van het gat in de ozonlaag. Fluorkoolwaterstoffen, perfluorverbindingen en SF6 zijn broeikasgassen. Oppervlakte actieve organofluorverbindingen als PFOS en PFOA ("C8"), zijn moeilijk afbreekbaar en leiden tot een wereldwijde verontreiniging met deze stoffen. Veel organofluorverbindingen zijn bioactief, sommige zelfs toxisch zoals fluorazijnzuur.